# 利希夫卡 (哈爾科夫州)
49°8′0″N 36°3′5″E / 49.13333°N 36.05139°E
利希夫卡（羅馬化：Lyhivka）是烏克蘭東部哈爾科夫州別列斯京區利希夫卡市鎮的村莊。該村始建於1845年，面積3.08平方公里，海拔高度122米，2001年人口960，人口密度每平方公里311.7人。